# Francesco Palmieri
Francesco Palmieri (Bari, 24 settembre 1967) è un dirigente sportivo ed ex calciatore italiano, di ruolo attaccante, direttore sportivo del Sassuolo.

## Carriera

### Giocatore

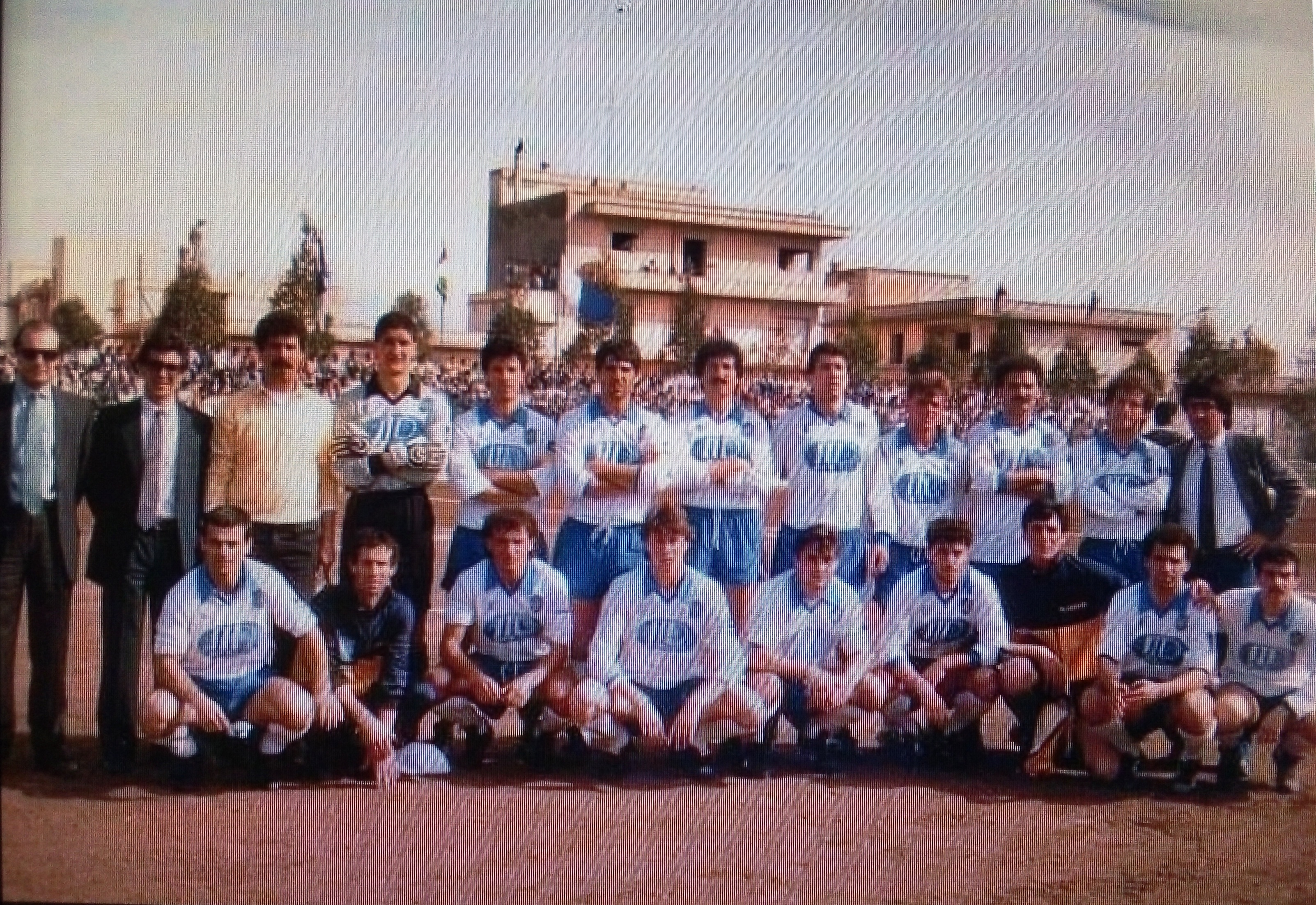
Palmieri ad inizio carriera nelle file del Carovigno, durante il campionato di Promozione pugliese 1985-1986

Palmieri (a destra) alla Sampdoria nel campionato di Serie A 1998-1999, contrastato dallo juventino Pessotto.

Seconda punta abile negli spazi stretti, inizia la carriera nel Carovigno, tra i Dilettanti, nel 1985. L'anno successivo esordisce in Serie B, con la maglia del Bologna.
In seguito veste le maglie di Centese, Francavilla e Baracca Lugo (Serie C1 e C2) fino al 1994, quando ritorna al Bologna in Serie C1 per pochi mesi. Nel mercato autunnale si trasferisce in Serie B indossando la maglia del Cosenza. Con la squadra calabrese, allenata da Alberto Zaccheroni, realizza soltanto un gol (all'esordio in rossoblù contro l'Ascoli), sfiorando la promozione in Serie A.
Nel 1995 ridiscende in terza serie con il Lecce, dove rimane fino al 1998. In giallorosso gioca un campionato di Serie C1 e uno di B, ottenendo due promozioni sotto la guida di Gian Piero Ventura, che ne valorizza le doti in coppia con Cosimo Francioso. Debutta, quasi trentenne, in Serie A il 31 agosto 1997 nella partita Juventus-Lecce (2-0); nella stagione 1997-1998, con la fascia di capitano, mette a segno 10 reti, la prima delle quali il 14 settembre 1997 nella partita Lecce-Udinese (1-2), ma la squadra giallorossa, al termine del campionato, retrocede in Serie B. Con i leccesi segna 39 gol in 114 presenze tra campionato e Coppa Italia. 
Dal Salento passa nell'estate 1998 alla Sampdoria, dove disputa due campionati. Il primo è positivo sul piano personale (8 reti), pur nella stagione della retrocessione dei blucerchiati in Serie B; nella seconda stagione (in cui indossa anche la fascia di capitano e viene limitato da problemi muscolari) realizza 6 reti in serie cadetta, con la promozione che sfuma all'ultima giornata. Durante la sua militanza in blucerchiato realizza il primo gol ufficiale di una squadra italiana nella stagione 1998-1999, segnando in Intertoto, in occasione del successo interno dei genovesi contro gli slovacchi del Rimavská Sobota datato 4 luglio 1998.
Nella stagione 2000-2001 passa al Piacenza. Condizionato da nuovi problemi fisici e chiuso da Massimo Rastelli, in autunno viene ceduto al Pescara e da qui a gennaio alla Salernitana. Nella stagione seguente fa ritorno al Piacenza, che in ottobre lo cede al Bari, la squadra della sua città, in cui milita tra il 2001 e il 2003 concludendo la carriera.
Ha totalizzato complessivamente 65 presenze e 18 reti in Serie A e 163 presenze e 32 reti in Serie B.

### Dirigente
Diventa in seguito team manager del Bari, dove ricopre l'incarico dal 2004 al 19 maggio 2007, quando è chiamato svolgere il ruolo di responsabile del settore giovanile del Parma. Dopo il fallimento dei ducali, il 2 luglio 2015 passa al Sassuolo dove ricopre le stesse mansioni. Il 29 maggio 2024, dopo il raggiungimento della finale nel campionato Primavera e a seguito della retrocessione del Sassuolo in Serie B, viene promosso a direttore sportivo.

## Palmarès
- Campionato italiano Serie C1: 1

Lecce: 1995-1996 (girone B)